# 三好市立西祖谷中学校
三好市立西祖谷中学校（みよししりつ にしいやちゅうがっこう）は、徳島県三好市西祖谷山村東西岡にあった公立中学校。2024年（令和6年）度より休校中。

## 部活動
- 卓球

## 通学区域が隣接している学校
- 三好市立東祖谷中学校
- 東みよし町立三加茂中学校
- 三好市立井川中学校
- 三好市立池田中学校
- 三好市立山城中学校
- 高知県大豊町立大豊学園